# Journal of Infrared, Millimeter and Terahertz Waves
Journal of Infrared, Millimeter and Terahertz Waves is een internationaal, aan collegiale toetsing onderworpen wetenschappelijk tijdschrift op het gebied van de natuurkunde. De naam wordt in literatuurverwijzingen meestal afgekort tot J. Infrared. Millim. Terahertz Waves.
Het wordt uitgegeven door Springer Science+Business Media en verschijnt maandelijks.
Het eerste nummer verscheen in 2009.